# 厦门治安维持会
厦门治安维持会（1938年6月20日—1939年7月1日）是日本占领厦门初期存在的临时统治机构和傀儡政权。
1938年5月13日，厦门岛被日军占领；6月20日，在日本兴亚院直接操纵下，成立厦门治安维持会，洪月楷任代理会长。不久，洪月楷逃往香港。1939年3月，李思贤任会长；7月1日，厦门治安维持会改组为厦门市政府。